# François Fayt

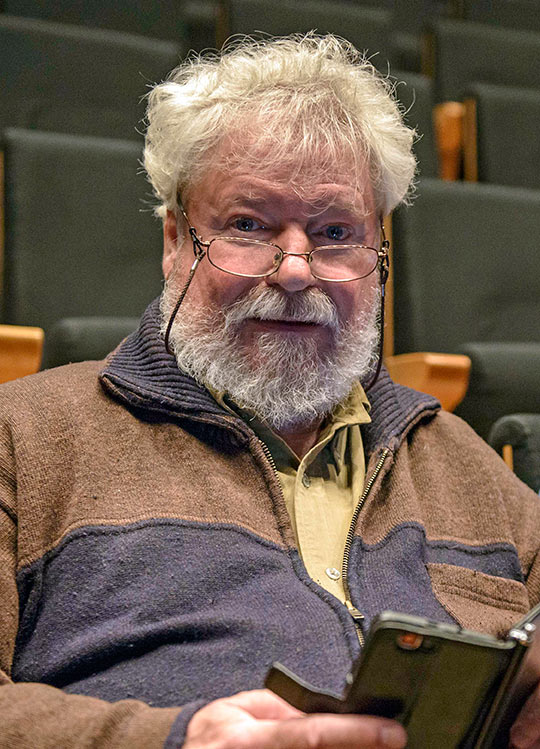

François Fayt (Argences, 18 de febrero de 1946) es un compositor francés.

## Biografía
François Fayt realizó sus estudios musicales en el Conservatorio de Versalles y luego en la Escuela Normal Superior de Música de París. Asimismo, siguió cursos de perfeccionamiento con Marcel Ciampi y Aldo Ciccolini. Estudió composición con Eugène Kurtz, profesor en la Universidad de Míchigan y de Nueva York.
En 1984, su encuentro con Marcel Maréchal, entonces director del Teatro Nacional de Marsella La Criée, le permitirá escribir numerosas músicas de escena (también para el Théâtre du Rond-point des Champs-Elysées), y una ópera, Arbre de Mai, representada en 1993, con una escenografía de Pierre Constant, decorados de Roberto Platé y dirigida por Frédéric Chaslin. Paralelamente, escribe obras de música sinfónica, música lírica y música de cámara.
El 24 de junio de 2004, durante el Festival de verano musical de Horrues en Bélgica, el Brussels String Quartet ejecuta su Ellison’s Quatuor. Jean-Marc Luisada y el Australian String Quartett le encargan un Quinteto de cuerdas con piano para las fiestas del cambio de milenio en Sídney. Svetlin Roussev, gran solista de la Orquesta filarmónica de Radio-France y Jean-Marc Luisada, le encargan una pieza para violín y piano, que fue titulada Epilogue.
Dentro del repertorio de la música sacra, François Fayt compuso un Réquiem, un Evangile selon Saint Jean, como así también un Stabat Mater (presentación el 9 de julio de 2009 en el festival de Saint Riquier, bajo la dirección de Jean-Paul Penin).

## Composiciones
En la actualidad, las obras de François Fayt son editadas por ELPE-Musique.

### Música de escena
- Teatro Lacriée de Marsella, escenografía de Marcel Maréchal.
  - 1989: Le Mariage de Figaro de Beaumarchais** 1993: La Cerisaie d'Anton Tchekhov.
  - 1994: Falstaff de Valère Novarina, de acuerdo a la obra Henry IV de Shakespeare.

- Teatro 14 París
  - 1996: Electre de Jean Giraudoux, escenografía Claudia Maurin.

- Théâtre du Rond-Point des Champs Elysées, escenografías de Marcel Maréchal.
  - 1995: L'Otage, Le Pain dur, Le Père humilié de Paul Claudel.
  - 1997: Les Enfants du paradis de Jacques Prévert.
  - 1998: Amphitryon de Molière.

- Tréteaux de France, escenografías de Marcel Maréchal.
  - 2002: Ruy Blas de Victor Hugo.
  - 2003: La Puce à l'oreille de Georges Feydeau.
  - 2004: George Dandin de Molière.
  - 2005: La Très Mirifique Epopée Rabelais de François Bourgeat y Marcel Maréchal, de acuerdo a la obra de François Rabelais.
  - 2006: Falstaff’s stories o Les Folles Aventures de Sir John Falstaff de François Bourgeat y Marcel Maréchal, según la obra de Shakespeare.
  - 2007: Un rêve de théâtre, según Corneille, Molière, Alfred de Musset, Edmond Rostand.
  - 2008: Les Caprices de Marianne de Alfred de Musset.
  - 2009: Oncle Vania de Tchekhov.

### Música lírica
- 1993: L’Arbre de Mai, ópera de acuerdo a la obra de Marcel Maréchal, puesta en escena de Pierre Constant, decorados de Roberto Platé y dirección de Frédéric Chaslin. Coproducción ópera de Marsella y Théâtre La Criée.
- 1997: Le Dernier Repas, ópera de acuerdo a un libreto de Jean-Pierre Quinsac, presentado en el teatro Tambour Royal.
- 1998: Reestreno de Dernier Repas en la ópera Péniche.

### Música de cámara
- 2004: Ellison’s Quatuor ejecutado por el Brussel’s Strings Quartett, en ocasión del Verano musical de Horrues (fundadora Anne-Marie Potvin).
- 2008: Epílogo para violín y piano por Svetlin Roussev y Jean-Marc Luisada, verano musical d’Horrues.

### Música instrumental
- 1972: fragmento de exámenes de fin de estudios de la Escuela Normal de Música de París a pedido de Pierre Petit (director general).
- 1981: Sonata para piano, por Michelle Paris, Théâtre des Champs-Elysées París.
- 2005: Journal symphonique para piano interpretado por Gilles Nicolas, festival de Pamiers.
- 2006: Journal symphonique para piano interpretado por Gilles Nicolas, verano musical d’Horrues.

### Melodía
Comme una main à l’instant de la mort, poema de Robert Desnos, presentación en la Biblioteca nacional de Francia François Mitterrand, interpretada por Francis Dudziak (barítono).

### Música sacra
- 2007: Evangile selon Saint Jean para soprano y banda electro-acústica, escrito en colaboración con André Dion, presentado en el festival del sonido Mi Ré de Fabrezan (ciudad natal de Charles Cros), con Noelle Courtis (soprano).
- 2007: Stabat Mater arreglo para coro, tres sintetizadores y bajo, interpretado por el coro Misicaa d’Amiens y Jean-Philippe Courtis (bajo), bajo la dirección de Jean-Paul Penin.
- 2008: Reestreno en Amiens del Evangile selon Saint Jean interpretado por Noelle Courtis y André Dion.
- 2008: Stabat Mater (Amiens), versión para órgano a cuatro manos, coro y bajo, interpretado por Jean-Pierre Baudon y Vincent Phirault, coro Musicaa de Amiens y Jean Philippe Courtis (bajo), dirección Jean-Paul Penin.
- 2009: Stabat Mater para orquesta de cuerdas en Saint Dizier, interpretado por el conjunto orquestal de Amiens, coro Musicaa de Amiens y Jean-Philippe Courtis, dirección Jean-Paul Penin.
- 2009: Stabat Mater concierto de apertura del festival de Saint Riquier, interpretado por la orquesta de la ópera de Praga, coro Musicaa de Amiens y Jean-Philippe Courtis, dirección Jean-Paul Penin.
- 2009: Fragmentos del Stabat Mater en Aviñón, órgano y voz, interpretado por Francis Dudziak (barítono).

## Obras escritas hasta el presente
- Para orquesta
  - Requiem para orquesta sinfónica, coro y barítono.
  - 5 obras para orquesta
  - Le triangle d’été para orquesta.
  - Au délà du rien para orquesta.

- Música instrumental
  - 7 Fantasmes para piano (Ediciones Choudens).
  - Preludios para piano.
  - Concerto para piano y orquesta.
  - “Sonata para piano”.

- Opera
  - Cripure, de acuerdo a la obra de Louis Guilloux, adaptación de Marcel Maréchal (en proyecto).
  - “miserere nobis” libreto Vincent Jarry.

- Comedias musicales
  - La Celestine de Fernando de Rojas, adaptación Pierre laville.
  - Jack l’Eventreur, libreto Jean-Pierre Quinsac.
  - La nuit des temps de René Barjavel, adaptación Jean-Pierre Quinsac.

- Melodías
  - 4 melodías sobre textos de Michel Larre y Jean Pierre Quinsac.